# Günter Linke
Günter Linke (* 4. Juni 1906 in Berlin; † 20. Februar 1984 ebenda) war ein deutscher Politiker (DVP, DNVP, CDU).

## Leben
Als Sohn eines Dentisten geboren, studierte Linke nach dem Besuch des Falk-Realgymnasiums in Berlin Rechtswissenschaften, Geschichte, Kunstgeschichte und Zeitungswissenschaften in Berlin, Leipzig und Bonn. Während seines Studiums wurde er 1925 Mitglied der Burschenschaft Hevellia Berlin und trat 1927 der DVP bei. Nach seinem Studium arbeitete er als Journalist. Ab 1932 gehörte er der Deutschnationalen Volkspartei an. Am Zweiten Weltkrieg nahm er von 1939 bis 1945 teil.

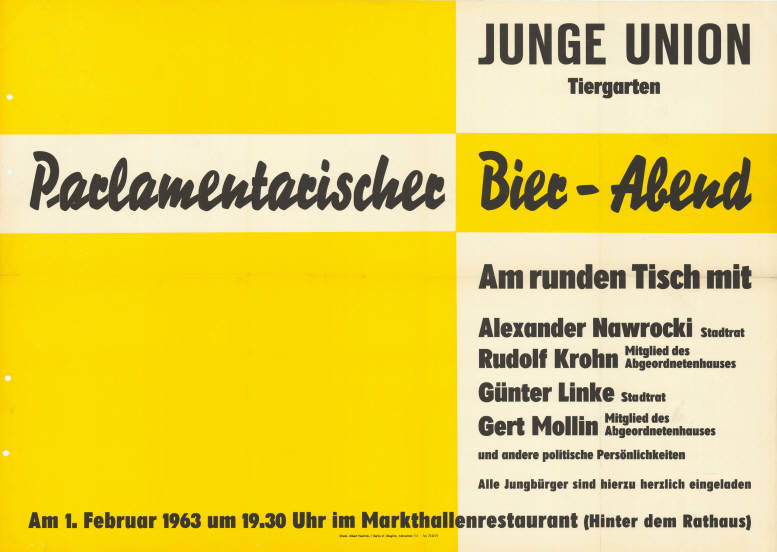
Wahlplakat der Jungen Union Berlin-Tiergarten 1963, Referenten: Alexander Nawrocki, Rudolf Krohn, Günter Linke und Gert Mollin

1946 aus der Kriegsgefangenschaft entlassen, trat Linke in die CDU ein. Er arbeitete in einem Handelsbetrieb. Von 1948 bis 1954 war er Bezirksverordneter im Bezirk Tiergarten und ab 1955 Bezirksstadtrat in Tiergarten. Er gehörte von 1958 bis 1959 dem Berliner Abgeordnetenhaus an. Er war im Gartenbauamt Leiter der Abteilung für Wirtschaft, Gartenbau und Grünflächen.
Er war Mitglied der Evangelischen Zentralsynode Berlin-Brandenburg und stellvertretender Vorsitzender der Freien Volksbühne Berlin. Ihm wurde das Bundesverdienstkreuz verliehen.